# The Hitchhiker’s Guide to the Galaxy (Computerspiel)
The Hitchhiker's Guide to the Galaxy ist ein Textadventure, das sich inhaltlich am Roman Per Anhalter durch die Galaxis von Douglas Adams orientiert. Das Spiel wurde von Adams und dem Infocom-Designer und -Programmierer Steve Meretzky entwickelt und 1984 für eine Vielzahl von Computern veröffentlicht.

## Handlung
Das Spiel gibt in etwa die Handlung der Fernsehserie wieder. Der Spieler übernimmt die Rolle von Arthur Dent, einem Bewohner eines Vororts von London, dessen bester Freund, was Arthur nicht weiß, ein Außerirdischer ist und ihn in letzter Sekunde vor der drohenden Zerstörung der Erde durch eine außerirdische Rasse an Bord eines fremden Raumschiffs rettet. Nachdem der Spieler durch die Herz aus Gold aus dem Weltraum gerettet wurde und herausgefunden hat, wie man den Unendlichen Unwahrscheinlichkeitsdrive aktiviert, wird er durch Raum und Zeit geschleudert, wobei er zu bestimmten Zeiten die Rollen von Ford Prefect, Zaphod Beeblebrox und Trillian einnimmt. Die meiste Zeit des Spiels über repräsentiert der Spieler aber Arthur Dent.
Das Ziel des Spiels ist es, den legendären, verlorenen Planet Magrathea zu finden. Während sich die anderen Personen des Spiels in der Sauna der Herz aus Gold entspannen, muss Arthur eine Reihe von Aufgaben erledigen: er muss eine Sammlung bizarrer Werkzeuge und vier verschiedene Arten von Fusseln zusammentragen, bevor die Herz aus Gold in die Nähe des Planeten Magrathea kommt. Wenn die Personen des Spiels schließlich auf Magrathea landen, endet das Spiel mit dem nie erfüllten Versprechen auf eine Fortsetzung.

## Spielprinzip und Technik
The Hitchhiker's Guide to the Galaxy ist ein Textadventure, das heißt, Umgebung und Geschehnisse werden als Bildschirmtext aus- und die Handlungen des Spielers ebenfalls als Text über die Tastatur eingegeben und von einem Parser abgearbeitet.
Eine in das Spiel eingebaute, virtuelle Version von The Hitchhiker's Guide to the Galaxy erklärt eine Reihe von Personen, Gegenständen und Begriffen der Fernsehserie wie den pangalaktischen Donnergurgler oder den Babelfisch.
Das Problem, die stetig weiter wachsende Sammlung von Gegenständen in den Griff zu bekommen, kann mit Hilfe eines Objektes namens „That thing your aunt gave you which you don't know what it is“ (deutsch: „Das Ding, das dir deine Tante gegeben hat und von dem du nicht weißt, was es ist“) gelöst werden. Dieses Objekt hat zwei wichtige Eigenschaften: Eine beinahe grenzenlose Aufnahmekapazität für weitere Objekte, sowie die Angewohnheit, wieder im Besitz des Spielers aufzutauchen, nachdem es scheinbar verloren gegangen war.

## Produktionsnotizen

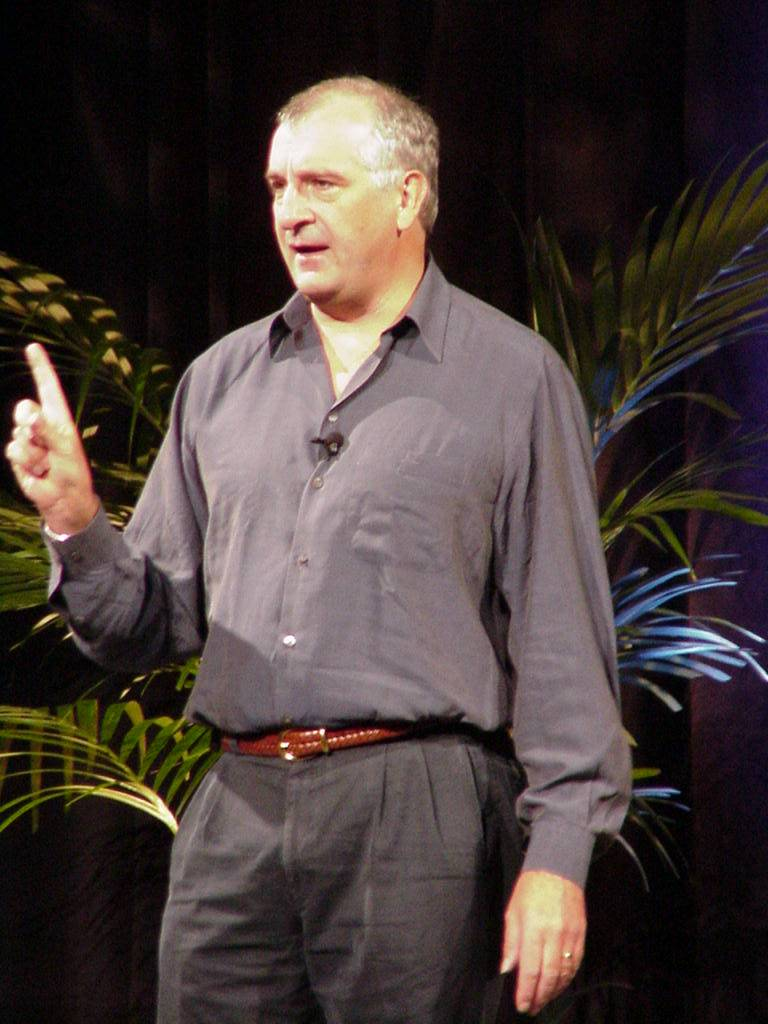
Douglas Adams (2000)

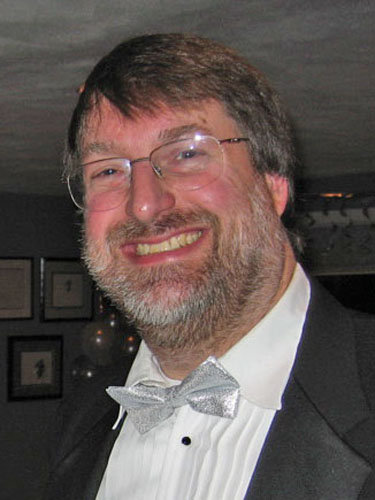
Steve Meretzky (2008)

The Hitchhiker’s Guide to the Galaxy ist das 14. Spiel der Firma. Zum Kontakt zwischen Douglas Adams und Infocom kam es, da Adams auf das 1983 veröffentlichte, von Steve Meretzky geschriebene Spiel Planetfall aufmerksam geworden war. Beide Seiten schlossen einen Vertrag ab, nach dem Infocom sechs Spiele mit Hitchhiker-Bezug produzieren durfte. Eine Mitarbeit Adams’ war dabei nur für das erste Spiel Vertragsbestandteil. Da Adams mit den technischen Anforderungen der Z-machine nicht vertraut war, wurde ihm mit Steve Meretzky ein erfahrener Autor zur Seite gestellt, der Teile des Skripts verfasste und das Spiel nach dem Skript programmierte. Die Wahl fiel auf Meretzky, da sich dieser als einziger Infocom-Autor nicht dagegen auflehnte, in der Kooperation mit Adams lediglich die Rolle eines Assistenten einzunehmen.
Trotz der räumlichen Trennung (Adams war in Großbritannien, Infocom in Nordmexiko ansässig) und den damals vergleichsweise beschränkten Kommunikationsmöglichkeiten arbeiteten die beiden intensiv zusammen. Zunächst reiste Adams für eine Woche nach Boston. Anschließend tauschten sich beide auf täglicher Basis via E-Mail aus und telefonierten regelmäßig. Zwischendurch, nach etwa drei Monaten, reiste Meretzky für eine Woche zu Adams nach England. Kurz vor der Veröffentlichung des Spiels reiste Adams nochmals für letzte Arbeiten nach Boston. Die Produktion des Spiels dauerte deutlich länger als ursprünglich geplant. Laut Meretzky lag dies an der Arbeitsweise von Adams, der den Produktionsprozess mehrfach verzögerte. Meretzky imitierte in von ihm verfassten Teilen des Skripts Adams’ Schreibstil so gut, dass letzterer laut Meretzky später nicht mehr sagen konnte, wer welche Teile des Skripts verfasst hatte.
Infocom veröffentlichte seine Spiele meist mit sogenannten „Feelies“, kleinen für das jeweilige Spiel hergestellte Beigaben, die Anspielungen zu dem jeweiligen Spiel darstellten und oft im Spiel referenziert wurden, was einen wirksamen Kopierschutz darstellte. Diesem Spiel lagen folgende „Feelies“ bei:
- Ein Ansteckbutton mit der Aufschrift „Don't Panic!“
- Eine Plastiktüte, in der sich ein „pocket fluff“ (ein kleiner Baumwollball) befand
- Eine gedruckte Anweisung zur Zerstörung von Arthur Dents Haus
- Eine gedruckte Anweisung zur Zerstörung der Erde (in Vogonisch)
- Eine offizielle mikroskopische Raumflotte (eine leere Plastiktüte)
- „Peril Sensitive Sunglasses“ (eine Sonnenbrille aus undurchsichtigem schwarzen Karton)
- How Many Times Has This Happened to You?, eine Werbebroschüre für den fiktionalen Reiseführer „Per Anhalter durch die Galaxis“

### Fortsetzung
Eine Fortsetzung des Spiels, Milliways: The Restaurant at the End of the Universe, wurde geplant und sogar im Finale von Hitchhiker’s Guide angekündigt, aber nie realisiert. Einer der Hauptgründe für die Verzögerung der Arbeit an Milliways war das Adventure Bureaucracy, das ebenfalls von Adams geschrieben wurde und dessen Produktion sich über vier Jahre hinzog. Adams verlor das Interesse an Milliways und brachte einen Freund ins Spiel, den britischen Schriftsteller Michael Bywater, der 1987 an dem Spiel arbeitete, bevor er mangels vorzeigbaren Fortschritts durch die Infocom-Autorin Amy Briggs (Plundered Hearts) ersetzt wurde. Briggs verließ die Firma Anfang 1988, und das Projekt wurde bei Infocom auf Eis gelegt.

## Rezeption
The Hitchhiker’s Guide to the Galaxy war wirtschaftlich sehr erfolgreich; insgesamt wurden 250.000 Exemplare verkauft. Das Spiel war so populär, dass Infocom T-Shirts produzierte und vertrieb, die sich auf ein spezifisches Rätsel innerhalb des Spiels bezogen.
Die deutsche ASM lobte die Präzision der Spieltexte, den „geradezu bissigen“ Humor derselben und die Intelligenz des Parsers. In Summe sei The Hitchhiker’s Guide to the Galaxy ein „unterhaltsames, gutes und wichtiges“ Adventure. Die deutsche Happy Computer notierte einen „riesigen Wortschatz, gute Kommentare und gewitzte Dokumentation“. Der Witz der Bücher komme dank der Beteiligung von Douglas Adams „voll rüber“. Das Spiel sei „ein Muß für jeden, der Textadventures mag“. In deutschen Spielerezensionen der 1980er-Jahre wurde „The Hitchhiker’s Guide to the Galaxy“ als „Glanzstück“ jeder Adventuresammlung bezeichnet. Besonders hervorgehoben wurden der außergewöhnliche Sprachwitz und die Ironie der Handlung.
Das US-Magazin Computer Gaming World urteilte, dass Adams’ Hitchhiker’s Guide neben Michael Crichtons Amazon das einzige nennenswerte Computerspiel eines Schriftstellers sei. Hitchhiker’s Guide zeige bis ins Detail Adams’ „respektlosen“ Humor und biete dem Spieler eine „nicht enden wollende Achterbahnfahrt aus Pointen und delikaten Rätseln“.
Der Inform-Entwickler Graham Nelson beurteilte das Adventure 2001 retrospektiv einerseits als reizvoll, bemängelte andererseits aber die aus seiner Sicht zu geringe Spieltiefe („solidly mediocre, charming but insubstantial”). Der Ludohistoriker Jimmy Maher kam 2006 ebenfalls zu einer differenzierten Bewertung: Positiv seien die präzise Sprache, der großartige Humor und die provokante Missachtung der typischen Spielprinzipien der Interactive Fiction (“the game is required playing even today for its sharp writing, great good humor, and general subversion of sacred IF principals”). Negativ schlagen dagegen nach seiner Auffassung die Vielzahl unlogischer Spielrätsel und die teilweise nicht nachvollziehbaren Handlungsabläufe zu Buche. Im deutschen Netzkultur-Magazin Telepolis wurde das Spiel retrospektiv als „eines der bekanntesten Textadventures überhaupt“ bezeichnet.